# Ke hvězdám: Spoutaný svět
Ke hvězdám: Spoutaný svět nebo jen Spoutaný svět (anglicky Homeworld) je vědeckofantastický román amerického spisovatele Harryho Harrisona vydaný v roce 1980. Je to první díl třídílné knižní série Ke hvězdám. V knize je prezentována totalitní společnost, jejíž bezpečnostní složky dokáží sledovat obyvatele na každém kroku a v případě jakéhokoli odporu proti stávajícímu zřízení jsou dotyční uvězněni či popraveni. Tím bývá přirovnávána ke známému antiutopickému románu 1984 anglického spisovatele George Orwella.
České vydání knihy zrealizovala společně nakladatelství United Fans (ISBN 80-86129-05-5) a Classic And (ISBN 80-86139-05-0) v roce 1997.

## Námět
V Británii (resp. na planetě Zemi obecně) vládne totalitní režim s dvěma kastami a tajnou policií. Odborník na mikroelektroniku, inženýr Jan Kulozik z kasty vládců žije pohodlným a spokojeným životem. To se však změní během chvíle, kdy se stane svědkem jisté události. Pomalu odhaluje pravdu, kterou se režim snaží utajit.

## Postavy
- Jan Kulozik – hlavní hrdina, inženýr, příslušník vládnoucí kasty
- Aileen Pettit – zpěvačka a Janova milenka
- Elizabeth (Liz) – Janova sestra
- Thurgood-Smythe – Janův švagr, člen tajné policie
- Piet – pilot vznášedla, původem z Jižní Afriky
- Tachauer – kapitán ponorky izraelského námořnictva
- Buchanan – inženýr
- Simmons – prol, dělník v lihovaru
- Radcliff – ředitel lihovaru
- Sára – izraelská agentka
- Sonja Amariglio – komunikační technička, členka podzemního odboje v Británii
- Giovanni Bruno – italský fyzik, expert na počítačové paměti
- Ricardo de Torres, markýz de la Rosa – Janův příbuzný z matčiny strany
- Brian – barman z baru u laboratoří v Londýně
- John – krycí jméno muže, akademika či historika znalého skutečných poměrů.
- Fryer – prol, průvodce/instruktor
- Uri – izraelský agent
- Brackley – horal ze Skotské vysočiny
- Kjell Norvall – Nor, údržbář satelitu na kosmické stanici
- Jemmy – průvodce temnými uličkami v Londýně

## Děj
Děj se odehrává ve 3. tisíciletí. Země přežila na začátku 21. století vážnou krizi související s přelidněním a vyčerpáním hlavních zdrojů. Fosilní paliva prakticky došla, továrny neměly energii pro výrobu, průmysl se zhroutil. Toto období je popisováno jako „éra ničitelů“. Třetí svět po výrazném snížení počtu obyvatel přešel na zemědělství. Vyspělé země ztratily demokracii, kterou nahradila oligarchická forma vlády. Vládnoucí elita vydávala příkazy, policie a armáda je vynucovala. Po překonání nejhoršího období se vládnoucí vrstva nehodlala vzdát moci a vrátit se k demokracii. Byly vynalezeny nové technologie, k tvorbě energie se začala využívat jaderná fúze, na Měsíci, v pásu asteroidů a později i dále ve vesmíru se začaly těžit suroviny a díky korektuře v teorii relativity byl vynalezen nový kosmický pohon. Pak mohly být kolonizovány planety blízkých hvězd. I na nich a na satelitních koloniích vládne úzká elita, která vše ovládá. Zbytek lidí tvoří masu zvanou prolové žijící de facto v otroctví bez osobní svobody. Kdo se odváží vzepřít, tomu hrozí vězení nebo poprava. Perzekuce a další projevy totality jsou ovšem důkladně utajovány a většina příslušníků vyšší kasty žije v iluzi svobodného světa. Pouze jediný stát zachovává skutečnou demokracii a rovnost – Izrael.
Inženýr Jan Kulozik z vyšších kruhů a odborník na mikroelektroniku dohlíží na provoz lihovaru. Na dovolené v resortu v Akabském zálivu se stane událost, která mu změní život. Po incidentu na moři ho s jeho milenkou Aileen zachrání izraelská ponorka. Na palubě je agentka Sára, která ho konfrontuje s fakty lišícími se od jeho reality poznamenané důslednou propagandou. Rozhodne se, že odhalí pravdu za každou cenu. Dostane se do hledáčku tajné policie, pro kterou pracuje i jeho švagr Thurgood-Smythe.

Kulozik přijme novou práci – opravy satelitů. Firemní počítač využije k získání informací, které ho zajímají. Kontaktuje ho Sára a domluví schůzku s jistým Johnem, který Janovi vysvětlí, jak se věci ve skutečnosti mají. Izrael podporuje podzemní hnutí usilující o společenskou změnu poměrů. Kulozik je požádán o pomoc s osvobozením agenta Uriho z pracovního tábora Slethill na severu Skotské vysočiny. Akce dopadne úspěšně, ale Thurgood-Smythe má podezření. Varuje Jana, aby se nezaplétal do nelegální činnosti.
Další mise následuje, tentokrát v kosmu. Na Alfa Aurigae II (planeta vícenásobné hvězdy Capella) vypukla revolta a tajná policie odřízla všechny komunikační kanály. Kulozik má v rámci své pracovní cesty na kosmickou stanici předat důležitou zprávu pro odboj, což splní. Po návratu na Zemi se díky nastraženému odposlouchávacímu zařízení u švagra dozví, že policie již ví hodně a Sáře hrozí nebezpečí. Pokouší se s ní uprchnout, ale tajná služba vedená Thurgoodem-Smythem je dopadne. Kulozik je zajat, Sára během přestřelky zabita.

Ve výslechové místnosti švagr Janovi sdělí, že jeho snaha byla marná a předem určená k nezdaru. Pro svou sestru i okolí je oficiálně mrtev, fingovaný pohřeb již proběhl. Nyní ho čeká deportace na vzdálenou planetu.

## Kulturní reference
V knize jsou zmíněny některé známé osobnosti, literární, hudební aj. díla:
- skotský spisovatel John Buchan
- citát „Moc korumpuje a absolutní moc korumpuje absolutně“ anglického barona Johna Emericha Edwarda Dalberg-Actona
- encyklopedie Encyclopædia Britannica
- Pastorální symfonie německého hudebního skladatele Ludwiga van Beethovena